# Johannes Henricus Nieuwold
Johannes Henricus Nieuwold (Gerkesklooster, 17 november 1737 – Warga, 30 juni 1812) was een Nederlands predikant en pedagoog.
In 1770 werd hij beroepen in de gemeente Warga, Wartena en Warstiens. Zijn pogingen om aldaar het onderwijs te stimuleren wekten de aandacht: in 1798 werd hij gevraagd om de eerste agent van onderwijs te worden, maar hij bedankte voor de eer en adviseerde Theodorus van Kooten te benoemen.
In 1801 werd Nieuwold benoemd tot een van de eerste schoolopzieners.
In 1820 werd ter ere van hem een monument ingewijd in de Grote of Jacobijnerkerk te Leeuwarden.
Tot voor enkele jaren was er in Warga een Ds. J.H. Nieuwoldskoalle en in hetzelfde dorp is er een J.H. Nieuwoldstraat.
Nieuwold werd ook wel de Nederlandse Pestalozzi genoemd.
- Biografisch Portaal: 06829791
- Digitale Bibliotheek voor de Nederlandse Letteren: nieu031
- International Standard Name Identifier: 0000 0003 8917 1596
- Nederlandse Thesaurus van Auteursnamen: 070427992
- Virtual International Authority File: 282489061
- WorldCat: E39PBJqw7xq4X84jx467TdbTpP